# Рев'юк Омелян
Омелян (Еміль) Рев'юк (31 липня 1887 — 21 лютого 1972) — американсько-український громадський діяч, журналіст.
Народився в селі Перерісль Надвірнянського повіту (Галичина, сучасна Івано-Франківська область України), у тогочасній Австро-Угорській імперії. Навчався в Чернівецькому університеті. 1912 року емігрував у Канаду. Два роки провів у Швеції, вивчаючи журналістику, друкувався в шведських періодичних виданнях. Потім переїхав у США, жив у Нью-Йорку та його передмісті Джерсі-Сіті, яке тоді було центром української діаспори в США. Один із засновників Федерації Українців у США (1915), голова Об'єднання Українських Організацій в Америці (з 1927); співредактор (з 1920) і головний редактор (1926—1933) газети «Свобода», деякий час видавав «Українську ґазету». Автор брошур: «Польща йде! Та не одна, а дві!» (1917), «Ukraine and the Ukrainians» (1920), статті з історії української іміґрації в США, упорядник збірки «Polish Atrocities in Ukraine» (1931) тощо. Помер у Нью-Йорку.
Переклав українською мовою твір Володимира Краніхфельда «Т. Г. Шевченко».
Одружений з Амалією Кусовою (1912—1996), мали доньку Ронні Лінн Рев'юк (в шлюбі Руссо) (1943—2006), та внуків: Метью, Емі та Діна.

## Публікації
- Початки великого англійського народа // Альманах Українського Народного Союзу на 1916 р.
- Славні подвиги німецького кружляка «Еідена» і дивні пригоди недобитків його залоги // Там само.
- Дещо цікавого про конгрес Злучених Держав // Там само.
- Польща йде! Та не одна, а дві! Нью-Йорк: Федерація Українців в Злучених Державах, 1917.
- Ukraine and the Ukrainians: a handbook of concise information regarding the country, people, history and industry of Ukraine. Washington: Friends of Ukraine, 1920.
- Trade with Ukraine: Ukraine's natural wealth, needs and commercial opportunities: the Ukrainian co-operative societies and their influence. Washington: Friends of Ukraine, 1920.
- Календар Українського Народного Союза на рік звичайний 1922. Джерзі-Ситі, 1921.
- Polish atrocities in Ukraine. New York: [Svoboda Press], 1931.
- Наші літературні й мистецькі надбання в Америці: народний танець // Пропам'ятна книга, видана з нагоди сорокалітнього ювілею Українського Народного Союзу. Джерзі Ситі: Накладом Українського Народного Союзу, 1936.